# AFVG
AFVG (akronim za Anglo-French Variable Geometry) je bil anglo-francoski projekt nadzvočnega večnamenskega lovca z gibljivimi krili. Letalo so razvijala britanski British Aircraft Corporation (BAC) in francoski Dassault Aviation. Projekt so preklicali junija 1967, ko je Francija odstopila. BAC je potem spremenila letalo v verzijo  UKVG in iskala nove partnerje. Tako je nastal trinarodni MRCA, ki je razvil evropskega lovca Panavia Tornado.

## Tehnične specifikacije
Podatki iz Project Cancelled: The Disaster of Britain's Abandoned Aircraft Projects
Splošne karakteristike
- Posadka: Dva
- Dolžina: 57,19 ft (17,43 m)
- Razpon kril: 42,6 ft (razprta) (12,98 m)
- Višina: 17,68 ft (5,39 m)
- Naložena teža: 30000 do 50000 lb (13608 do 22680 kg)
- Pogon letala: 2 × Snecma/Bristol Siddeley M45G

 Zmogljivost 
- Maks. hitrost: Mach 2,5 (1875 mph, 3017 km/h)
- Doseg: 3500 nm (6486 km)
- Višina leta: 60000 ft (18290 m)

Oborožitev

- 2× 30 mm (1,2 in) topova
- 2500 lb (1134 kg) taktično jedrsko orožje